# 黄喜忠
黄喜忠（1969年11月—），生于广东省普宁市，中华人民共和国政治人物。清华大学电机工程与应用电子技术系电气及其自动化专业、华南理工大学工商管理专业、管理科学与工程专业毕业，工商管理硕士。曾任中共南昌市委副书记、市人民政府市长，中共鹰潭市委书记等职务，现任中共江西省委常委、省政协党组副书记、省委统战部部长、赣州市委书记。

## 生平

### 广东省
黄喜忠于1993年从清华大学毕业后参加工作，在广东省电子信息系统推广应用办公室担任科员。1996年至2000年担任广东省科技厅高新技术及产业化处副主任科员，2000年至2003年担任广东省科技厅发展计划处主任科员，2003年至2004年任广东省科技厅发展计划处助理调研员，2004年至2005年，任广东省科技厅社会发展和基础研究处副处长。
2005年至2007年，黄喜忠任佛山市禅城区副区长，并在任职期间于2007年成为禅城区委常委，直至2008年升任禅城区委副书记、区长。2011年至2015年9月任中共顺德区委副书记、政府区长，在此期间于2012年5月成为副厅级干部。2015年至2017年任佛山市人民政府副市长，2016年11月至2018年3月任中共佛山市委常委、市委统战部部长。
2018年3月至2019年12月任中共清远市委副书记、市长。

### 江西省
2019年12月，黄喜忠跨省出任江西省南昌市委副书记、市人民政府市长。2021年2月調任中共鹰潭市委书记。
2021年11月，黄喜忠当选为第十五届中共江西省委常委兼省委统战部部长。2024年12月，出任中共赣州市委书记。